# Mordellistena opalescenticeps
Mordellistena opalescenticeps es una especie de coleóptero de la familia Mordellidae.

## Distribución geográfica
Habita en Guatemala.